# Arkadi Ghukassjan

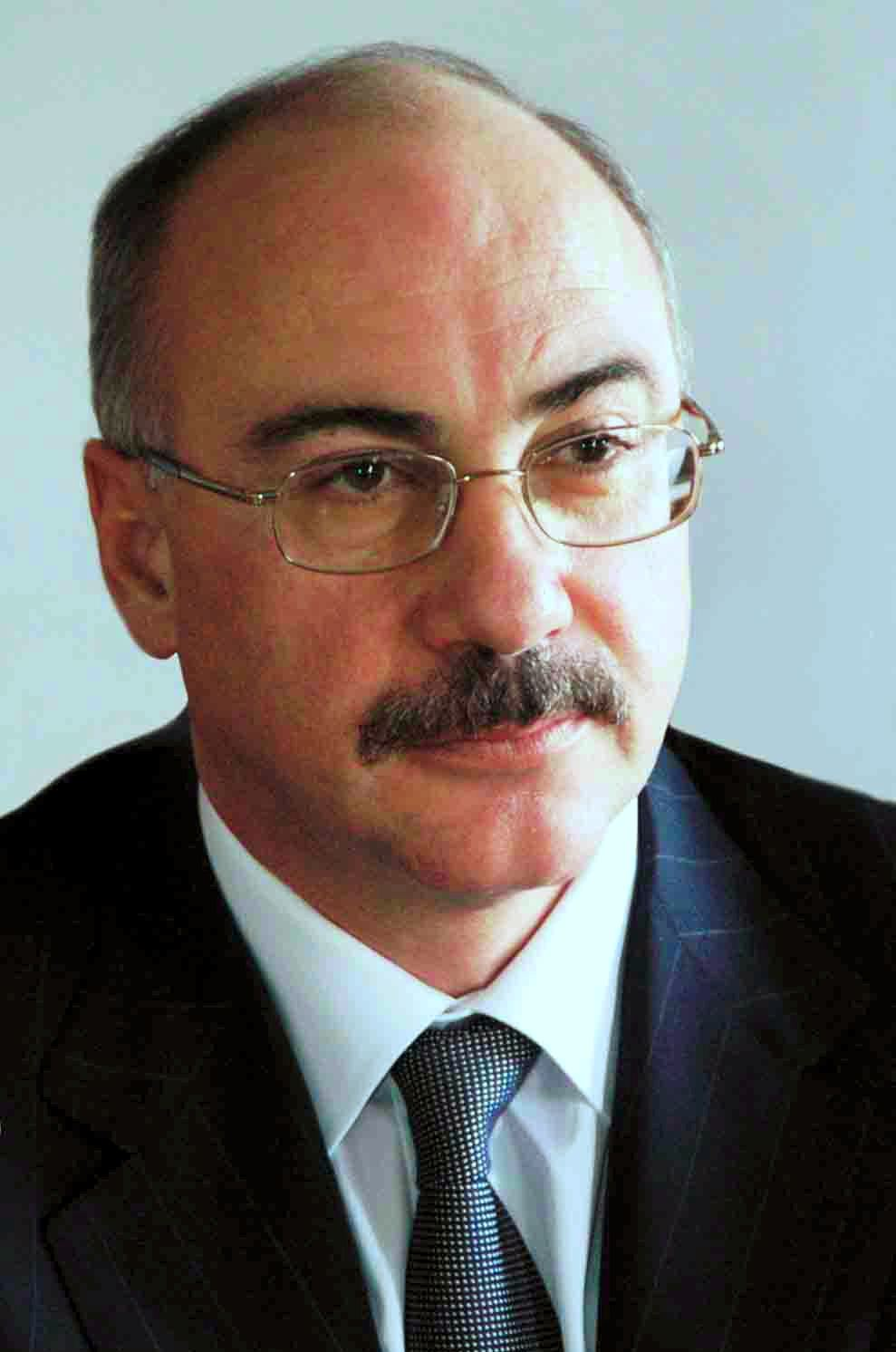
Arkadi Ghukassjan (2017)

Arkadi Ghukassjan (armenisch Արկադի Ղուկասյան, in englischer Transkription Arkady Ghoukasyan, russisch Аркадий Аршавирович Гукасян, in wissenschaftlicher Transliteration: Arkadi Łukasyan; * 22. Juni 1957 in Stepanakert, Autonomes Gebiet Berg-Karabach, Aserbaidschanische SSR) war von 1997 bis 2007 Präsident der international nicht anerkannten Republik Bergkarabach.

## Name und Aussprache
Ghukas ist die armenische Form von Lukas. Anders als auch die russische Umschrift es nahelegt, wird der Name nicht „Gukassjan“ ausgesprochen. Das „gh“ wird korrekterweise als hochdeutsches „r“ gesprochen.

## Journalistische und politische Laufbahn
Nach offiziellen Angaben schloss Ghukassjan 1974 die Schule ab und fünf Jahre später sein Studium an der Russistischen Fakultät. 1980 begann er als Korrespondent der Zeitung Sowetakan Karabach (zu deutsch Sowjetisches Karabach) und wurde dort ein Jahr später stellvertretender Chefredakteur. Seit 1988 engagierte er sich in der armenischen Karabach-Bewegung. Deshalb und wegen seiner Artikel, in denen er die Führung der Aserbaidschanischen SSR scharf angriff, wurde er 1990 verhaftet und verbrachte einen Monat in einem Gefängnis in Rostow am Don und stand auch danach mehrmals unter Hausarrest. Während des Krieges um Bergkarabach arbeitete er zunächst als Frontkorrespondent.
1992 wurde Ghukassjan ins erste Parlament der Republik Bergkarabach gewählt, die Nationalversammlung. Er wurde politischer Berater des Nationalen Verteidigungsrates und führte die Delegation bei den Verhandlungen mit der OSZE, der die Regulierung des Konfliktes obliegt. 1993 wurde er erster Außenminister der Republik Bergkarabach und noch im selben Jahr Mitglied des Nationalen Verteidigungsrates.
Nachdem Präsident Robert Kotscharjan 1997 Ministerpräsident in Armenien geworden war, gewann Arkadi Ghukassjan die vorgezogenen Neuwahlen. Dadurch wurde er zum Oberkommandierenden der Streitkräfte und zum Vorsitzenden des Nationalen Verteidigungsrates.
Am 11. Oktober 2006 erklärte Ghukassjan seinen Verzicht auf erneute Kandidatur als Präsident. Damit beendete er zugleich anhaltende Spekulationen über eine Verfassungsänderung, die eine dritte Amtszeit ermöglicht hätte. Seine Amtszeit endete am 19. Juli 2007.
2001 wurde ihm die Ehrenbürgerschaft der Stadt Jerewan verliehen.

## Attentat
In der Nacht zum 22. März 2000 wurde in Stepanakert ein Attentat auf Ghukassjan unweit der Präsidentenresidenz verübt. Unbekannte beschossen sein Auto, in dem neben ihm auch seine beiden Leibwächter saßen. Ghukassjan erlitt eine Schusswunde am Bein. Einige Analytiker sahen im Anschlag eine direkte Verbindung zum Terrorakt im armenischen Parlament im Herbst 1999, bei dem u. a. Premierminister Wasken Sarkissjan und Parlamentspräsident Karen Demirtschjan umgekommen waren.

## Verhaftung und Prozess
Nach der Offensive Aserbaidschans gegen Arzach (September 2023), die zur selbsterklärten Auflösung der Republik Arzach und Flucht und Vertreibung der armenischen Zivilbevölkerung Arzachs nach Armenien führte, wurde Arkadi Ghukassjan am 3. Oktober von aserbaidschanischen Behörden gefangen genommen und interniert.

## Privates
Arkadi Ghukassjan ist in zweiter Ehe verheiratet und hat zwei Kinder.